# 3D notte
3D notte è un singolo dei rapper italiani Nashley e Gué Pequeno, pubblicato il 5 ottobre 2018 come secondo estratto dal primo album in studio di Nashley Real.

## Tracce
Testi di Nashley Rodighiero, Cosimo Fini, musiche di Andrea Nardi.
1. 3D notte – 3:54

## Formazione
- Nashley – voce
- Gué Pequeno – voce
- Nardi – produzione